# The Battle at Garden’s Gate
The Battle at Garden’s Gate — второй студийный альбом рок-группы Greta Van Fleet, выпущенный 16 апреля 2021 года на Republic Records.

## Выпуск синглов и промо
Группа выпустила первый сингл My Way, Soon 9 октября 2020 года. Greta Van Fleet исполнила её вживую на американском шоу The Late Show with Stephen Colbert 8 декабря 2020 года. В январе 2021 года My Way, Soon заняла первое место в чарте Mainstream Rock Airplay американского журнала Billboard.
Второй сингл Age Of Machine был выпущен 4 декабря 2020 года. 19 января 2021 года группа выложила на своём канале в Youtube концертную версию Age Of Machine, записанную на той же сцене, что и концерт My Way, Soon.
Третий сингл Heat Above вышел 10 февраля 2021 года. Что касается предыдущего сингла, группа размещает прямой эфир на своем канале Youtube.
Четвёртый сингл Broken Bells вышел 19 марта 2021 года.
Клипы, снятые на синглы (My Way, Soon, Age Of Machine и Heat Above), доступны на Youtube-канале группы.

## Список песен
| №                   | Название                   | Длительность |
| ------------------- | -------------------------- | ------------ |
| 1.                  | «Heat Above»               | 5:40         |
| 2.                  | «My Way, Soon»             | 4:15         |
| 3.                  | «Broken Bells»             | 5:50         |
| 4.                  | «Built by Nations»         | 3:58         |
| 5.                  | «Age of Machine»           | 6:53         |
| 6.                  | «Tears of Rain»            | 3:50         |
| 7.                  | «Stardust Chords»          | 4:58         |
| 8.                  | «Light My Love»            | 4:30         |
| 9.                  | «Caravel»                  | 4:55         |
| 10.                 | «The Barbarians»           | 5:20         |
| 11.                 | «Trip the Light Fantastic» | 4:33         |
| 12.                 | «The Weight of Dreams»     | 8:50         |
| Общая длительность: | Общая длительность:        | 63:32        |

| №                   | Название                         | Длительность |
| ------------------- | -------------------------------- | ------------ |
| 13.                 | «Heat Above» (Live version)      | 5:48         |
| 14.                 | «Stardust Chords» (Live version) | 5:22         |
| Общая длительность: | Общая длительность:              | 74:49        |